# NGC 5658
NGC 5658 este o galaxie situată în constelația Fecioara. A fost descoperită în 9 mai 1853 de către . Se află la o distanță de 23,12 de megaparseci de Pământ.